# 滴草由実
滴草 由実（しずくさ ゆみ、本名同じ、1984年7月9日 - ）は、画家、元シンガーソングライター、ラジオパーソナリティ。鹿児島県出身。
　

## 概要

### 人物
幼少期に母親が通う合唱団に連れられていたことで音楽に触れ、小学生の時には自身も合唱団で歌を始める。中学生の時にいじめに遭い、その際に小柳ゆきの「be alive」に力づけられたことや、兄から薦められたローリン・ヒルのアルバム『MISEDUCATION』に影響されたことをきっかけに歌手を志すようになったという。
高校2年時終了後、鹿児島から大阪に転居し通信制高校に通いながら音楽活動を開始。2003年、18歳のときにメジャーデビュー。
イラストが得意で、自身のブログ『Shiz-tic Soul』でも自作のイラストを公開している他、オフィシャルWEBサイトに作品の閲覧ができる。またCD作品のアートワーク等にも使用されている。これを生かし、シングル『I still believe 〜ため息〜』では、CD付属特典として自作の絵本『ためいき』も発表している。

### 音楽性
R&Bやソウルを根底としながらも、2005年発表の「花篝り」では和風ポップスに、「Communication break out」（2005年）や「君の涙を無駄にしたくない」（2006年）などではロック調の楽曲に挑戦するなど幅広い。2007年以降はアコースティックなサウンドを基盤とした「オーガニック・ソウル」をテーマに楽曲制作を行っている。
作詞は全て自らが手掛けている。作曲に関しては多くの楽曲を徳永暁人やYOKO Black. Stone等が手掛けているが、2008年発表のシングル『CALLING ME』からは自らで作曲を行うようにもなる。2014年夏にはDJ HASEBEやグラミー候補米プロデューサーらが滴草由実のリミックスを手がけ発表している。

### エピソード
- オーディションでは宇多田ヒカルの「Automatic」を歌唱し、グランプリを獲得した。
- 中学の頃より歌手を目指すも中々オーディションに通過しなかった、Beingのオーディションを最後に合格しなかったら歌手を諦めると母に約束していたが、合格し歌手デビューを掴んだ。
- 2013年12月に4年ぶりのアルバムを発売したが、4年のブランクが空いた原因として、声が出なくなってしまったためである、その間は新しい声の出し方や発声練習を積み重ね修行のようだったと後に滴草本人が語っている。
- シングル『君の涙を無駄にしたくない』のカップリングに収録されている「証」は日本国外で暮らす姉の結婚を聞いた滴草が姉の結婚式のために制作した歌である。日本国外で行われた姉の結婚式で披露されている。
- 2014年4月に配信された「さくらのぬくもり」は大好きな祖母が亡くなり、その想いを込めた楽曲である。

### 画家
画家としても活躍しており、ルーブル美術館で行われた大規模なアートフェス「SALON ART SHOPPING PARIS」にて2作品が選ばれている。また自身のCDジャケットなどでも作品を使用し、数多くの作品を制作しており作品は公式サイトで購入が可能となっている。

## 略歴
- 2002年
  - 4月、GIZA studio主催の新人発掘オーディション『SUPER STARLIGHT CONTEST』でグランプリを受賞（準グランプリは竹井詩織里）。
  - 7月、倉木麻衣らとともに、The Beach Boysのカバーコンピレーションアルバム『GIZA studio MAI-K & FRIENDS HOTROD BEACH PARTY』にデビュー前ながら参加。

- 2003年
  - 4月、コンピレーションアルバム『DAY TRACK "Lady Mastersoul"』に楽曲「Don't Say Don't Love」で参加。USENインディーズチャートで初登場1位を記録し、女性ソロアーティストとして初の快挙を成し遂げる。
  - 7月2日、シングル「Don't you wanna see me <oh> tonight?」を発売し、メジャーデビュー。FMパワープレイ30局を獲得し、当時の史上最多記録を達成するなど話題となった。
  - 11月26日、ゲストボーカルとして参加したB`zのTAK MATSUMOTOのソロアルバム『THE HIT PARADE』がリリースされる。
  - 12月3日、初のアルバム『CONTROL Your touch』を発売。渋谷にて初のワンマンライブを敢行する。

- 2004年
  - 10月27日、2枚目のアルバム『Yumi Shizukusa II』を発売。海外の有名なエンジニア陣を起用し話題となった。

- 2005年
  - 2月9日、6枚目のシングル「花篝り」を発売。初のドラマ主題歌に起用され有線問い合わせチャート2位になるなどロングヒットを記録する。
  - 12月15日、iTunes Store限定配信シングルとして、自身のバックアップパーティー「Shiz-tic PARADISE」の会員と共同制作した「Communication break out」を発表。R&B/ソウルチャートで1位、配信曲総合チャートにおいては2位を記録する大ヒットとなった。

- 2006年
  - この年、活動拠点を大阪から東京に移し、それに伴い、所属レーベルをZAIN RECORDSへ移籍。
  - 3月1日、3枚目のアルバム『花Kagari』を発売。

- 2007年
  - この年、所属レーベルをビーイングが新設したNORTHERN MUSICへ移籍。
  - 5月30日、シングル「I still believe 〜ため息〜」を、NORTHERN MUSICレーベル第1号作品として発売、人気アニメのタイアップがつきスマッシュヒットを記録する。

- 2008年
  - 12月3日、4枚目のアルバム『THE PAINTED SOUL』を発売。

- 2009年
  - 1月8日、NHK『MUSIC JAPAN』へ出演。全国地上波放送としては初のテレビ出演となる。
  - 8月19日、初のミニアルバム『ENDLESS SUMMER』を発売。iTunes Music StoreのR&Bチャートで1位の大ヒット。
- 2010年
  - 2月24日、ユニバーサルシグマ所属のヒップホップアーティスト、KGのアルバム「Love for you」にデュエットで参加。ビーイング以外のアーティストの作品に初めて参加した。
  - 8月27日、インターネットムービー『HEART OF GOLD』出演。

- 2013年
  - 10月22日、Hard Rock Cafe TOKYO 30周年記念PINKTOBERチャリティスペシャル出演。
  - 10月26日、「Beauty & Soul ＃01」出演。
  - 12月18日、5枚目のアルバム『A woman's heart』を発売。

- 2014年
  - 1月1日、ゲストボーカルとして参加した藤原いくろうのアルバム「quatre saisons series『Scenario de la saison –hiver-』」リリースされる。
  - 3月28日、ワンマンライブ「滴草由実 A woman`s heart LIVE＠BAJ」東京にて開催。
  - 4月16日、配信シングル「さくらのぬくもり」発売しiTunesチャートで1位を獲得。
  - 6月11日、デビュー10周年を記念した初のベストアルバム「「#10 story ～Best of Yumi Shizukusa～」の発売。
  - 7月30日、ライブイベント「Nu Soul」＠SHIBUYA LOOP aneexに出演。
  - 8月8日、世界各国のトップクリエイターDJ HASEBEらが滴草由実の楽曲をリミックスし発表。
  - 8月23日～9月6日、デビュー10周年を記念したライブツアー『＃10 story LIVE』の開催が東京・大阪にて開催。会場限定で未発表音源をリリースする。
  - 9月13日、「Shibuya Acoustic Lunch Live　～滴草由実×TiA～」出演。

- 2015年
  - 1月25日、 ライブイベント「SOUL FLOWER」出演。
  - 2月19日、新曲「Be with you」がマスカラブランド「HEAVY ROTATION」のWEB CMに採用されオンエア開始。
  - 3月14日～3月29日、「さわれるアート」をテーマにしたアートイベント「Touch the HeART」に作品の出展。ペインティングイベントとして滴草本人も出演しペインティングを披露。
  - 3月31日、starRo「EMOTION」Release Party ～Let’s Get EMOTIONal Tour 2015 Asia～出演。
  - 5月27日、初のアナログ盤EP 「Limited Remixes」リリース。マンハッタンレコードのランキングチャートtop50にて1位を獲得する。
  - 7月22日、世界的に有名なクリエイターらが参加して制作された6thアルバム「BLUE」リリース。

- 2016年
  - 1月7日、 MTV Japan「UrbanMellow Special」出演。
  - 1月10日、 『Yumi Shizukusa~ THE EXCLUSIVE LIVE ~』from Daikanyama LOOP 開催。
  - 3月31日、 『Soul Flower ～滴草由実 × TABARU × Ayumi Kato ～~』出演。

- 2017年
  - 3月22日、 7thアルバム『ROUGE』リリース。
  - 4月21日、アート＆ライブによるディナーショー「Yumi Shizukusa ART NIGHT ~Cherry Blossom x ROUGE~@グランドプリンスホテル新高輪」開催。
  - 11月7日、アミュプラザ鹿児島・イルミネーション点灯式ゲスト出演。

- 2018年
  - 3月22日、アルバム「BLUE」のジャケットやアートブックに使用された作品の一部である原画を販売。
  - 7月31日、レディースラグジュアリーブランド「ELZA WINKLER」制作のイメージムービーに楽曲提供。

- 2019年
  - 1月26日、「Art Museum Of Yumi Shizukusa」開催。会場限定アルバム「WILDFIRE」、「DARKWATER」の2作品を同時発売。
  - 7月14日、「Art Museum Of Yumi Shizukusa ～The Beginning～」開催。会場限定アルバム「MAZE」、「FOUND」の2作品を同時発売。
  - 10月18日から開催されるフランス・パリのルーブル美術館のカルーゼル・デュ・ルーブルにて行われる大規模なアートフェス「SALON ART SHOPPING PARIS」へ画家として絵画２作品が正式出品される。

- 2020年
  - 1月24日、藤原いくろうのライブ『IKURO Fujiwara New Year's Piano Live 2020 “ 雪の花”』にゲスト出演。
  - 11月28日、YouTubeより初の配信ライブ「Atelier Music Room 〜smooth R&B〜」生配信された。

- 2021年
  - 3月以来、ビーイングとの契約が満了。
  - 12月28日、北海道出身の一般人と結婚を機にビーイングとの契約を満了し円満に退社したことを自身のInstagramで報告。

あわせて今後は画家として作品を発表していくことも報告している。

## ディスコグラフィー

### シングル
|      | 発売日         | タイトル                             | 備考                                                                                            |
| 1st  | 2003年7月2日   | Don't you wanna see me <oh> tonight? | オリコン最高35位                                                                                |
| 2nd  | 2003年9月25日  | TAKE ME TAKE ME                      | オリコン最高72位                                                                                |
| 3rd  | 2003年11月19日 | CONTROL Your touch                   | オリコン最高122位                                                                               |
| 4th  | 2004年4月14日  | 心はいつもRainbow Color              | オリコン最高84位                                                                                |
| 5th  | 2004年9月29日  | Missing you                          | オリコン最高132位                                                                               |
| 6th  | 2005年2月9日   | 花篝り                               | オリコン最高70位 テレビ朝日系ドラマ『京都地検の女』主題歌                                       |
| 7th  | 2006年2月15日  | 君の涙を無駄にしたくない             | オリコン最高151位 テレビ東京系『JAPAN COUNTDOWN』エンディングテーマ                             |
| 8th  | 2007年5月30日  | I still believe 〜ため息〜           | オリコン最高50位 よみうりテレビ・日本テレビ系全国ネットアニメ『名探偵コナン』エンディングテーマ |
| 9th  | 2008年6月4日   | CALLING ME                           | オリコン最高169位 TBS系『徳光和夫の感動再会"逢いたい"』2008年4〜6月度エンディングテーマ         |
| 10th | 2008年10月29日 | GO YOUR OWN WAY                      | オリコン最高77位 よみうりテレビ・日本テレビ系全国ネットアニメ『名探偵コナン』エンディングテーマ |

### アルバム
|              | 発売日         | タイトル                              |
| 1st          | 2003年12月3日  | CONTROL Your touch                    |
| 2nd          | 2004年10月27日 | Yumi Shizukusa II                     |
| 3rd          | 2006年3月1日   | 花Kagari                              |
| 4th          | 2008年12月3日  | THE PAINTED SOUL                      |
| ミニアルバム | 2009年8月19日  | ENDLESS SUMMER                        |
| 5th          | 2013年12月18日 | A woman's heart                       |
| BEST         | 2014年6月11日  | ＃10 story 〜Best of Yumi Shizukusa〜 |
| 会場限定     | 2014年8月23日  | A Limited Edition of Yumi Shizukusa   |
| 6th          | 2015年7月23日  | BLUE                                  |
| 7th          | 2017年3月22日  | ROUGE                                 |
| 会場限定     | 2019年1月26日  | WILDFIRE                              |
| 会場限定     | 2019年1月26日  | DARKWATER                             |
| 会場限定     | 2019年7月14日  | MAZE                                  |
| 会場限定     | 2019年7月14日  | FOUND                                 |

### アナログ盤
|     | 発売日        | タイトル        | 備考 |
| 1st | 2015年5月27日 | Limited Remixes | 限定盤アナログEP、Brad Musicレーベルからのリリース 世界各国の有名クリエイターstarRo、Jeftuz、DJ Hasebeらが参加 マンハッタンレコードチャートtop50にて1位を獲得 |

### 配信限定曲
|     | 発売日         | タイトル                    | 配信サイト                                 | 備考                                                                                             |
| 1st | 2005年12月14日 | Communication break out     | iTunes Store限定配信                       | -                                                                                                |
| 2nd | 2008年9月24日  | Shiz-tic Covers feat. JAHAH | iTunes Store限定配信                       | 「DON'T YOU WORRY ABOUT A THING」 「GEORGY PORGY」 「What's going on」 以上の3曲のカバーを配信。 |
| 3rd | 2009年12月22日 | カタチあるもの              | Music.jp,レコ直その他,iTunes Store限定配信 | -                                                                                                |
| 4th | 2010年1月13日  | Someday〜私を忘れて〜       | Music.jp,レコ直その他,iTunes Store限定配信 | -                                                                                                |
| 5th | 2010年5月12日  | ありがとう、ずっと          | Music.jp,レコ直その他,iTunes Store限定配信 | -                                                                                                |
| 6th | 2014年4月16日  | さくらのぬくもり            | Music.jp,レコ直その他,iTunes Store限定配信 | ベストアルバム『#10 story 〜Best of Yumi Shizukusa〜』に収録された。                             |

### 参加作品
- V.A.『DAY TRACK "Lady Mastersoul"』
  - M-12「Don't Say Don't Love」
- V.A.『GIZA studio MAI-K & FRIENDS HOTROD BEACH PARTY』
  - M-15「CALIFORNIA GIRLS」
- TAK MATSUMOTO『THE HIT PARADE』
  - M-10「Foggy Night」
- KG『Love for you』/『DUET WITH BEST』
  - M-6/M-3「叶わない恋でも... duet with 滴草由実」
- IKURO quatre saisons series『Scenario de la saison –hiver-』
  - M-5「"Snow" tetralogy ～Dark snow feat. Yumi Shizukusa」

### 未発表曲
- 「あなた宛ての想い」（2009年4月ライブ披露）
- 「もしも」（2009年12月ライブ披露）
- 「好きだと言って」（2009年12月ライブ披露）
- 「ハロー クレイジー アー ユー」（2010年2月ライブ披露）
- 「KOKORONOKYORI」（インターネットムービー「HEART OF GOLD」挿入歌）[7]
- 「small voice」（2011年12月湘南ラジオ公開放送で披露）

## 出演

### ラジオ
- Shiztic-Radio！（2010年4月4日～2016年3月27日、レディオ湘南）
  - （「いっちゃんのREQUEST LINE」番組内のコーナー）
- atelier 429（2015年7月1日～12月30日[8]、interFM）

### インターネットムービー
- HEART OF GOLD（2010年） - 夏雪 役